# Центральноафриканський час
|  | UTC-1 | Час Кабо-Верде |
|  | UTC   | Західноєвропейський час · Час за Гринвічем                                                                                  |
|  | UTC+1 | Центральноєвропейський час · Західноафриканський час · Західноєвропейський літній час                                       |
|  | UTC+2 | Східноєвропейський час · Центральноафриканський час · Західноафриканський літній час · Південноафриканський стандартний час |
|  | UTC+3 | Східноєвропейський літній час · Східноафриканський час                                                                      |
|  | UTC+4 | Час Маврикію · Час Сейшельських Островів                                                                                    |

Центральноафрика́нський час (англ. Central Africa Time, CAT) — часовий пояс, що використовується у центральній і південній Африці. Пояс збігається з південноафриканським стандартним і східноєвропейським часами (UTC+2).
Оскільки цей пояс використовується переважно біля екватора, тривалість дня протягом року майже не відрізняється і перехід на літній час не здійснюється.
Центральноафриканський час використовується в таких країнах:
- Ботсвана
- Бурунді
- Єгипет
- ДР Конго (схід)
- Лесото
- Лівія
- Малаві
- Мозамбік
- Намібія
- Руанда
- Замбія
- Зімбабве
- ПАР